# ラモン・ヘルナンデス (内野手)
- ラモン・エルナンデス

ラモン・ヘルナンデス・パヤノ（Ramon Hernández Payano、1996年3月2日 - ）は、ドミニカ共和国サントドミンゴ出身のプロ野球選手（内野手、外野手）。右投右打。阪神タイガース所属。愛称は「モーチョ」。

## 経歴

### プロ入りとダイヤモンドバックス傘下時代
2013年にアマチュア・フリーエージェントでアリゾナ・ダイヤモンドバックスと契約してプロ入り。
2019年はAA級ジャクソン・ジェネラルズで98試合に出場して打率.236、11本塁打、44打点を記録した。
2020年5月28日に自由契約となった。

### 独立リーグ時代
2021年は北米独立リーグであるアメリカン・アソシエーションのクリバーン・レイルローダーズと契約を結び、96試合に出場して打率.324、21本塁打、100打点（本塁打・打点は球団新記録）という好成績を挙げた。またにはメキシコのウィンターリーグであるリーガ・メヒカーナ・デル・パシフィコのアギラス・デ・メヒカリでプレーした。

### メキシカンリーグ時代
2022年2月18日にリーガ・メヒカーナ・デ・ベイスボル（メキシカンリーグ）のタバスコ・オルメクスと契約した。同年は68試合に出場して、打率.368、17本塁打、59打点を記録。またオールスターゲームに選出され、ホームランダービーにも出場した。
2023年7月12日にトレードで同リーグのモンクローバ・スティーラーズへ移籍した。この年は2球団合計で84試合に出場して打率.309、10本塁打、58打点を記録した。
2024年は103試合に出場して打率.313、22本塁打、71打点を記録した。

### 阪神時代
2024年12月27日、NPBの阪神タイガースへの入団が発表された。推定年俸は30万ドル（約4700万円）。背番号は95。

## 詳細情報

### 記録

#### 初記録
- 初出場・初打席：2025年3月29日、対広島東洋カープ2回戦（MAZDA Zoom-Zoom スタジアム広島）、5回表に富田蓮の代打で出場、床田寛樹から空振り三振
- 初安打：2025年5月22日、対読売ジャイアンツ12回戦（阪神甲子園球場）、8回裏に石川達也から左前安打[8]
- 初先発出場：2025年5月25日、対中日ドラゴンズ10回戦（バンテリンドーム ナゴヤ）、「6番・三塁手」で先発出場[9]
- 初打点：2025年6月5日、対北海道日本ハムファイターズ3回戦（エスコンフィールドHOKKAIDO）、1回表に細野晴希から右前適時打[10]

### 背番号
- 95（2025年 - ）